# Nannoniscoides coronarius
Nannoniscoides coronarius is een pissebeddensoort uit de familie van de Nannoniscidae. De wetenschappelijke naam van de soort is voor het eerst geldig gepubliceerd in 1977 door Siebenaller & Hessler.